# 추억 (1973년 영화)
《추억》(The Way We Were)은 시드니 폴락 감독, 로버트 레드포드, 바브라 스트라이샌드 주연의 1973년 미국의 로맨스 드라마 영화이다. 아서 로렌츠가 각본을 썼다. 코넬 대학교에서의 학생 시절, 반미활동조사위원회(HCUA)가 헐리우드에 개입하던 매카시즘 시대를 소재로 하고 있다.

## 출연
- 바브라 스트라이샌드 (Barbra Streisand) - 케이티
- 로버트 레드포드 (Robert Redford) - 하벨
- 패트릭 오닐 (Patrick O'Neal) - 조지
- 제임스 우즈 (James Woods) - 프랭키
- 로이스 차일즈 (Lois Chiles) - 캐롤
- 비베카 린드포르스 (Viveca Lindfors) - 폴라